# NGC 3090
NGC 3090 este o galaxie eliptică situată în constelația Sextantul. A fost descoperită în 22 ianuarie 1865 de către Albert Marth.